# SILK
SILK — формат аудиоданных и аудиокодек, используемый Skype. Разработан компанией Skype Limited. SILK был разработан для замены другого кодека — SVOPC, также созданного компанией Skype Limited.
SILK являлся отдельной веткой разработки кодека SVOPC. На его создание ушло 3 года.
Стабильная версия SILK была впервые представлена в версии Skype 4.0 Beta 3 для Windows, вышедшей 7 января 2009 года. Финальная версия Skype 4.0 вышла 3 февраля 2009 года. 3 марта 2009 года Skype Limited заявила о том, что вскоре кодек SILK будет доступен под лицензией Royalty-free для разработчиков программного и аппаратного обеспечения. Каждый желающий может получить бинарный скомпилированный комплект средств разработки SILK SDK, предоставив обязательную информацию, такую как имя, адрес, номер телефона, описав, каким образом планируется использовать SILK, и т. д.
Skype Limited заявила о том, что кодек SILK может поддерживать частоту дискретизации в 8, 12, 16 или 24 кГц и битрейт от 6 до 40 кбит/с. SILK характеризуется малыми алгоритмическими задержками в 25 мс (20 мс размер аудиофрейма + 5 мс буфер для детектирования пауз).
Первое черновое описание стандарта SILK Speech Codec было предоставлено IETF 6 июля 2009 года. Данный документ также являлся первым черновым вариантом протокола RTP Payload Format and File Storage Format for SILK Speech and Audio Codec.
Свободный кодек Opus, предназначенный для эффективной передачи звуковых данных по сети, является комбинацией модифицированного кодека SILK с кодеком CELT.